# 찻주전자

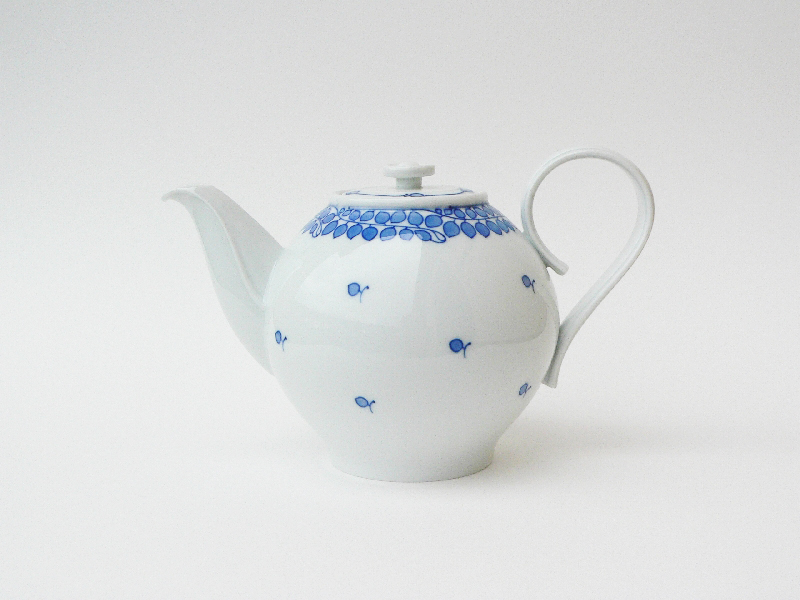
찻주전자

찻주전자(-酒煎子) 또는 다관(茶罐), 차관(-罐)은 차를 끓여 담는 그릇이다. 주전자와 모양이 비슷하며, 사기, 놋쇠, 은 등으로 만든다. 차를 따르는 데 사용되는 도구이다.
찻주전자는 끓는 물 또는 거의 끓는 물에 찻잎이나 허브 믹스를 담그고 차라고 불리는 차를 제공하는 데 사용되는 용기이다. 다구의 핵심 요소 중 하나이다. 건조 차는 티백이나 느슨한 차 형태로 제공된다. 이 경우 차 주입기나 차 여과기가 도움이 될 수 있다. 차를 부을 때 잎을 가파르게 유지하거나 찻주전자 안에 잎을 붙잡는 데 도움이 될 수 있다. 찻주전자에는 일반적으로 상단에 뚜껑이 있는 개구부가 있어 마른 차와 뜨거운 물을 붓고, 손으로 잡을 수 있는 손잡이와 차가 제공되는 주둥이가 있다. 일부 찻주전자에는 주둥이 안쪽 가장자리에 여과기가 내장되어 있다. 차를 부을 때 주둥이에서 물이 떨어지거나 튀는 것을 방지하기 위해 뚜껑에 작은 공기 구멍을 만드는 경우가 많다. 현대에는 차를 담그는 과정을 향상시키거나 찻주전자의 내용물이 너무 빨리 냉각되는 것을 방지하기 위해 티 코지라고 불리는 단열 덮개를 사용할 수 있다.

## 역사
찻주전자는 원나라 시기 중국에서 발명되었다.

## 같이 보기
- ISO 3103
- 주전자
- 사모바르
- 찻잔
- 다구
- 유타 주전자
- 자사호